# Anthurium binotii
Anthurium binotii är en kallaväxtart som beskrevs av Jean Jules Linden. Anthurium binotii ingår i släktet Anthurium och familjen kallaväxter. Inga underarter finns listade.